# ジョウズジャーン州
ジョウズジャーン州（ジョウズジャーンしゅう、ペルシア語: جوزجان）は、アフガニスタン北部の州である。州都はシェベルガーン。ジョウズジャーン州の面積は1万1292平方キロメートル（34州中21位）、州の総人口は51万2100人（34州中19位）、人口密度は45人/平方キロ（34州中17位）。

## 地理
日本の秋田県より少し狭い州である。州の7割は平地で、トルクメニスタンのカラクム砂漠から続く砂漠があり、南縁部が山地になっている。州の殆どが荒地だが、バルフ川やサフィード川の周辺のオアシスだけは緑が広がっている。
ジョウズジャーン州の東には北部最大の都市マザーリシャリーフを擁するバルフ州があり、ジョウズジャーン州と幹線道路で繋がっている。南にはジョウズジャーン州と同じサフィード川の流域に属するサーレポル州があるが、幹線道路は無い。また州の北端でトルクメニスタンのレバプ州に接しているが、こちらにも幹線道路はない。
- 川沿いの畑
- シェベルガーン近郊の発電所

## 気象
冬季は、低温と大雪にさらされる。2017年にはダルザブ地区では50センチの積雪と氷点下10度の気温の中で交通が遮断。寒さと雪により子ども27人が死亡した。

## 歴史

### 青銅器時代・古代

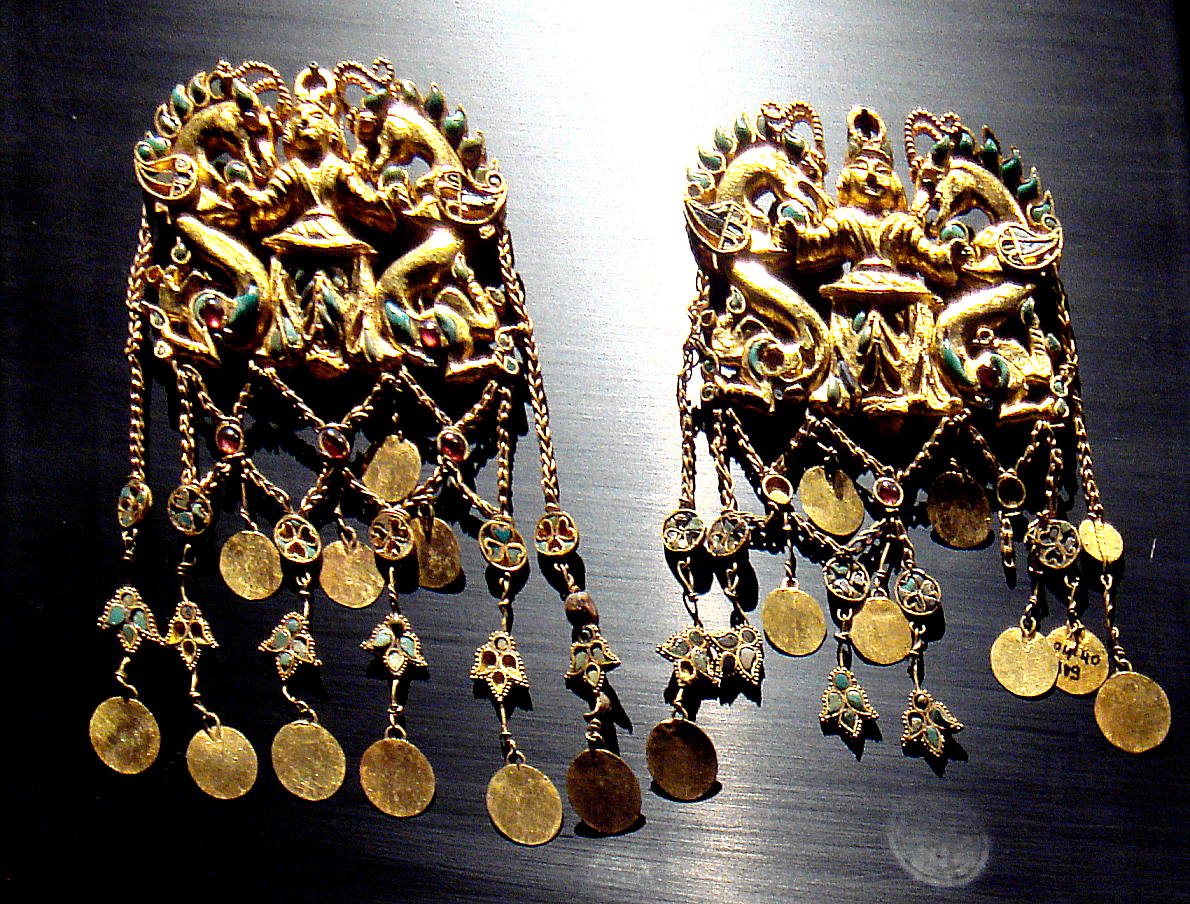
ドラゴンと王達

州都シェベルガーンの付近にはティッラー・テペ遺跡があり、青銅器時代から住民が居たことや金属装飾品を地元で製造する技術があったこと、シルクロードを介してイランやローマ、中国、インドと交易を行っていた事が分かっている（後述）。

### 中世

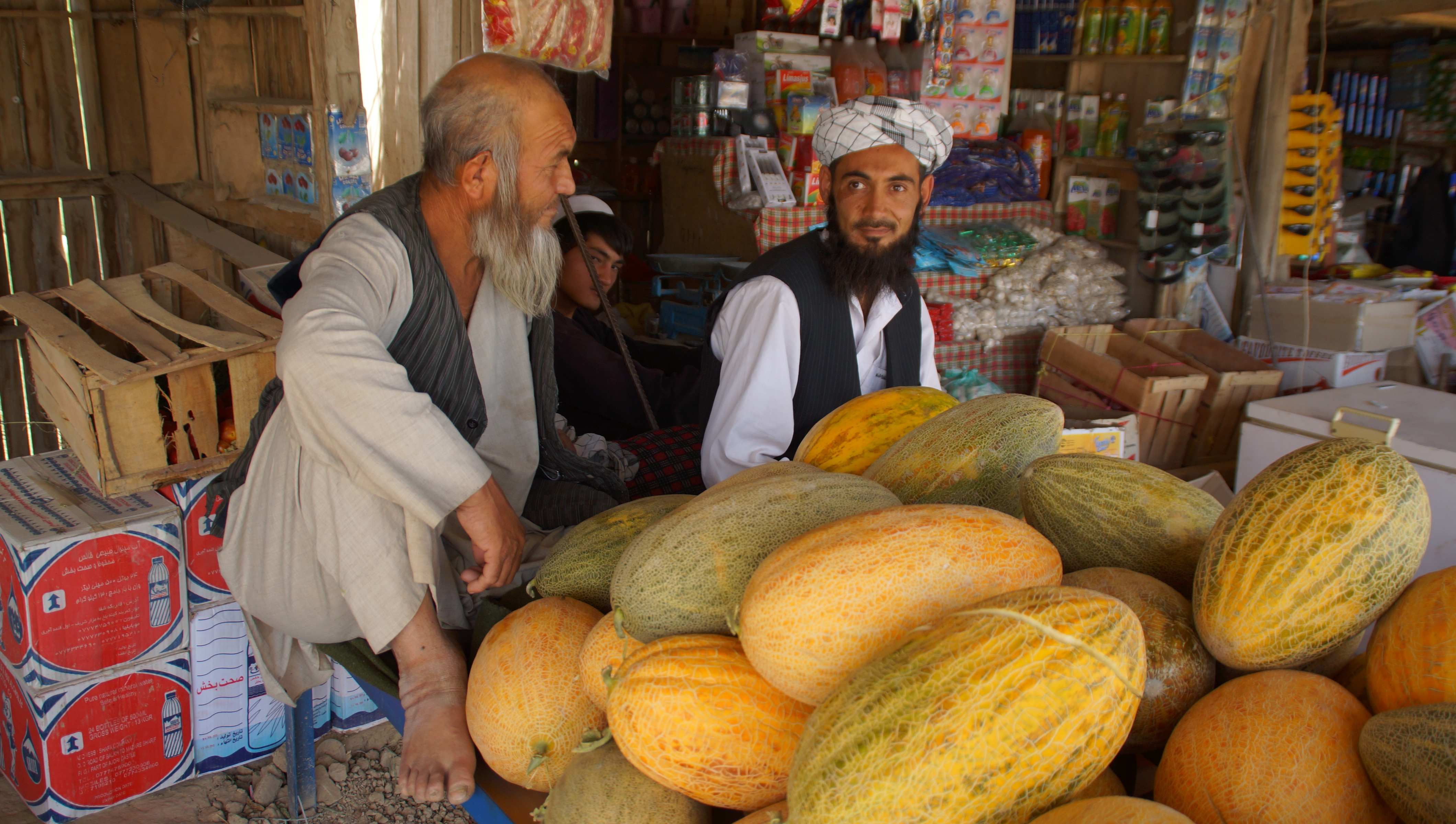
現在も地元の商店で売られているメロン

1218年、チンギス・カンがホラズム・シャー朝を攻撃し、シェベルガーンはチャガタイ・ハン国の領地になった。マルコ・ポーロによると、当時のシェベルガーンはサプルガンと呼ばれており、乾燥メロンが名物だったと言う。乾燥メロンはメロンの皮をはいで革ひも状にしてから天日に干したもので、ハチミツよりも甘く近隣にも販売されていた。14世紀にチャガタイ・ハン国が滅亡した後も、モンゴル人達はチャガタイ・ウルスとして存続し、アフガニスタン北部はアパルディー族が支配していた。しかし1369年のシェベルガーンの戦いでティムールがチャガタイ・ウルスのアミールであるフサインを破り、新しいアミールになった。

### 近世・近代
1646年、ムガル帝国がアフガニスタン北部に侵攻し、シェベルガーンでジャーン朝に勝利しバルフを支配下に置いたが、ゲリラ戦により撤退した。1845年、ドースト・ムハンマド・ハーンはアフガニスタン北部に軍を進めた。その頃のアフガニスタン北部の街はウズベク人のアミール達が支配しており、州都シェベルガーンもその1つだった。

### 冷戦時代
第二次世界大戦後、アフガニスタン首相のモハマド・ダーウド・ハーンはソビエト連邦やアメリカ合衆国の力を借りて、国内の開発を行おうとした。当初は乗り気ではなかった両国だったが、冷戦対立の下で1950年代後半から本格的な支援を始めた。アメリカはクンドゥーズ空港やマザーリシャリーフ空港、ヘルマンド州のカジャキ・ダムの建設などを支援し、ソビエト連邦はカンダハール・ヘラート間の道路やバグラーン州のプレフムリー・マザーリシャリーフ間の道路、シバルガン・ガスパイプラインの建設などを支援した。1965年に工事が始まったシバルガン・ガスパイプラインは1968年に完成し、1970年には25億立方メートルの天然ガスの輸出が決まった。なおジョウズジャーン州は1950年頃はマザーリシャリーフ州（現在のバルフ州）の一部だったが、1958年頃に分割されて独立した州になった。その頃の名称はシェベルガーン州だったが、1964年4月に改名されて現在の名前になった。1988年4月、一部をサーレポル州に割譲した。

### 冷戦終結後

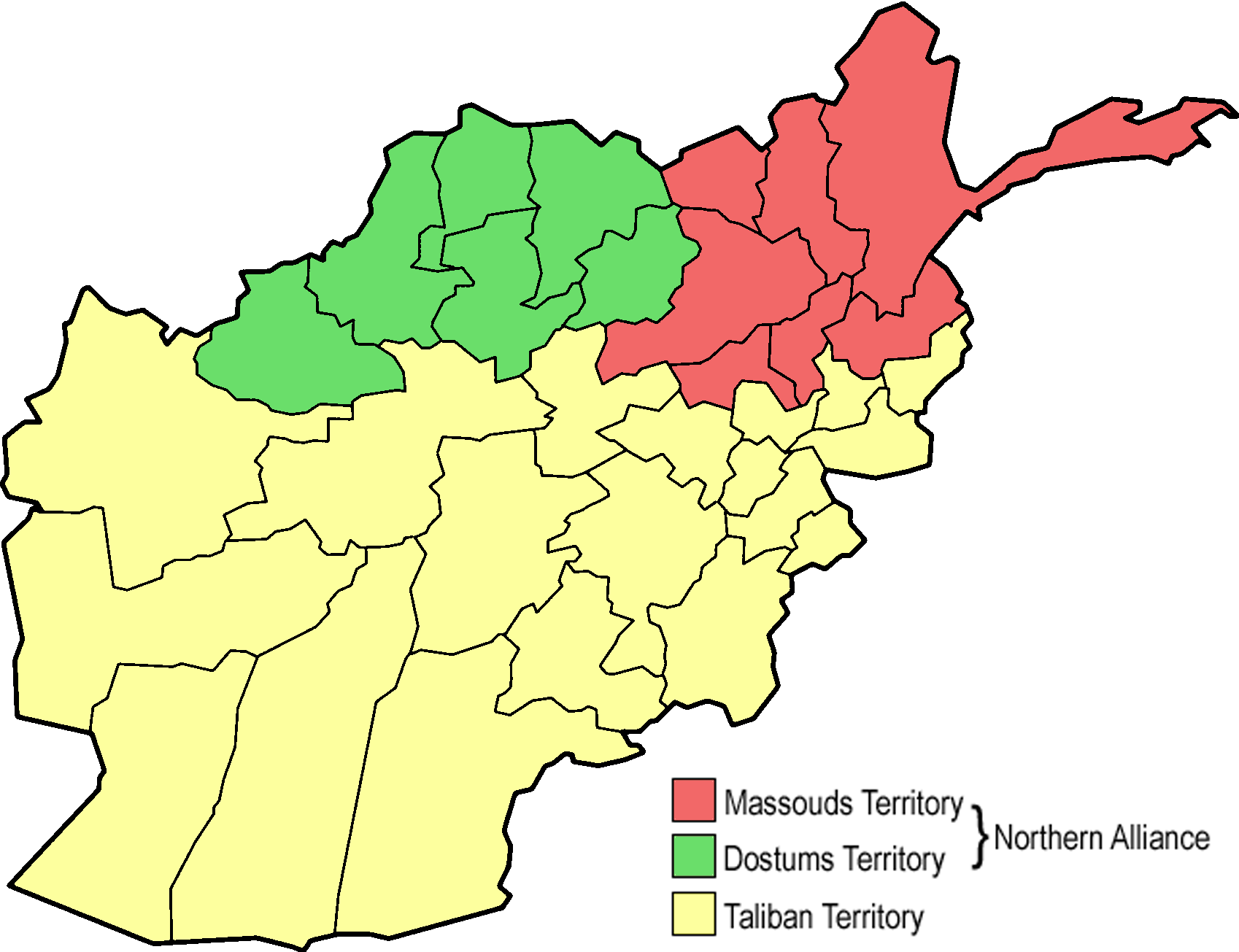
1997年のアフガニスタンの状況。赤がマスード派、緑がドスタム派、黄がターリバーン

1989年にソ連軍がアフガニスタンから撤退しても、ムハンマド・ナジーブッラーが率いるカーブルの共産党政権はなんとか持ちこたえていた。共産党政権はムジャーヒディーンに対抗するために、民兵を組織して幹線道路を守らせた。民兵の中心はアフガニスタン北部や北西部出身のウズベク人で、ジョウズジャーン州のラシッド・ドスタムやファーリヤーブ州のアブドゥル・マリクなどが率いていた。しかし1991年にソビエト連邦が崩壊すると民兵に動揺が走った。1992年、ドスタムは共産党政権を見限ってアフガニスタン北部最大の都市マザーリシャリーフで自立し、カーブルの共産党政権を倒したがすぐに内戦が始まった。ドスタムは総兵力5万人を擁し、ジョウズジャーン州やバルフ州を中心に支配地域を作り上げた。ドスタムの支配地域は宗教的に寛容で、対外的にも一種の独立国のようになっていた。アフガニスタンではその後ターリバーンが誕生し、内戦は三つ巴の戦いとなった。1998年6月、ドスタムはターリバーンに占領されていたバードギース州の州都を奪還しヘラートに向かったが、逆襲されてファーリヤーブ州やジョウズジャーン州を失った。

### アメリカ同時多発テロ事件以降
2001年9月、アメリカ同時多発テロ事件が起き、10月にはアメリカ合衆国がアフガニスタンに侵攻し、有志連合や北部同盟と共に戦闘を開始した。ドスタムは北部同盟に加盟し、イスラム協会のアタ・モハマド・ヌールと協力して、11月にアフガニスタン北部からターリバーンを追い払った。この際、
ジョウズジャーン州の捕虜収容所でダシュテ・ライリ虐殺が起きた。
タリバンを追い払った後、ドスタムはアフガニスタン北部を再び支配しようとしたが、2003年10月頃までアタとの内戦が続き、その後は政府や国際社会が軍閥の解体を進めた。ドスタムは国防次官を解任されそうになったので、辞職して2004年の大統領選挙に出馬し、ジョウズジャーン州で最多得票を得た（78％）。2005年3月、カルザイ大統領はドスタムを参謀総長に任命したが軍閥解体は続き、ドスタムのアフガニスタン国民イスラム運動（Junbesh党）も抵抗を続けた。2007年5月、ジュマ・カーン・ハムダード知事の辞任を求めるデモ・暴動が起きて、警察が発砲し数十人の死傷者が出た。その後ダシュテ・ライリ捕虜虐殺事件がアメリカで問題になり、ドスタムは失脚しそうになったが、カルザイ大統領に恭順の姿勢を示して何とか切り抜けた。

### 第二回大統領選挙後
2009年8月、第二回の大統領選挙が実施され、ジョウズジャーン州ではドスタムが応援するハーミド・カルザイ大統領が最多得票（約58％）を得た。2010年、第二回の下院選挙と州議会選挙が行われたが、戦争は更に激しくなりISAFや民間人の死傷者が急増した。2011年3月にパキスタン人技師誘拐事件が発生し（未解決）、2012年7月には爆発事件（1人死亡・26人負傷） やトルコ人技師誘拐事件（救出）が起きた。2012年11月にもバングラデシュ人技師の誘拐事件（救出） が起きたが、12月にISAF軍は州都シェベルガーンの治安権限をアフガニスタン軍に移譲した。2013年6月にはドスタムと数十人のボディーガードが、選挙の相談のためにモハマド・アリーム・サイー知事の自宅を訪れてロケット弾発射を伴う小競り合いが起きたと言う。

### 第三回大統領選挙後
2014年4月、第三回の大統領選挙が実施され、ドスタムを第一副大統領候補に指名したアシュラフ・ガニー元財務大臣が州内で最多得票（約69％）を得た。5月、トルクメニスタン軍がバードギース州から越境してきた武装集団に襲撃され、兵士3人が死亡した。10月、トルクメニスタン政府はターリバーンの越境を防ぐために、ハムヤーブ郡との間に重層的な鉄条網を設置した。12月、ISAFが終了し多国籍軍は確固たる支援任務に移行し、治安はアフガニスタン軍や警察が独力で維持することになった。
2015年、イスラム国はパリ同時多発テロ事件などを起こし、世界に活動の輪を広げていた。1月、ターリバーンの一部がイスラム国に寝返って「ホラサン州」(ISIL-K)の設置を宣言した。治安当局は州内に600人ほど居るターリバーンがイスラム国に鞍替えするのではないかと警戒していた。10月、ドスタム第一副大統領の督戦の元で、治安軍が北部国境のハムヤーブ郡（Khum Aab）のターリバーンを一掃した。ターリバーンは一般市民の住宅などに潜んでおり、トルクメニスタンから越境してきた外国人も多数いる。同月、アメリカ合衆国のバラク・オバマ大統領はアメリカ軍の完全撤退を断念した。2016年2月、ドスタム第一副大統領の督戦の元で、治安軍がクーシュ・テパ郡（Qoshtepa）のターリバーンを一掃し、イスラム国化を阻止した。
2016年12月、ドスタム第一副大統領と5人のボディーガードがジョウズジャーン州元知事のアハマド・イシュチ（Ahmad Eshchi）をブズカシの会場から拉致監禁し、銃を使って性的に暴行した事件で訴えられた。2017年5月、ドスタムはトルコに出国した。7月、ドスタム派のカイサール郡警察の長官が銃撃戦の末に軍に逮捕された。ドスタム派（Junbish-e-Milli党）は微罪逮捕・国策逮捕に反発して、ジョウズジャーン州やバルフ州、ファーリヤーブ州、サーレポル州、サマンガーン州などで政府庁舎の閉鎖、国境交通の遮断、工場電力の遮断などの抗議活動・暴動を起こした。
2017年10月、イスラム国の首都ラッカが陥落した。アフガニスタンでも最高指導者がアメリカ軍による空爆で死亡し、後継者争いにより組織が２つに割れ、ムアウィア・ウズベキスタ派がアフガニスタン北部に移動した。同月、イスラム国はダルザーブ郡に隣接するクーシュ・テパ郡（Qoshtepa）でターリバーンを攻撃した。12月、200人ほどのイスラム国の部隊がダルザーブ郡（Darzab）を支配下に置き、基地を建設していることが明らかになった。部隊にはシリアから逃げてきた数名のアルジェリア人やフランス人も参加していた。
10月、アフガニスタン政府の支配地域は407郡中231郡（57％）にすぎないことが判明した。政府とターリバーンは122郡（30％）の支配を争っており、ターリバーンが54郡（13％）を支配していることが分かった。ターリバーンの支配地域は2015年11月から2017年8月の間に倍増しており、紛争地域も1.4倍に増加した。ウルズガーン州（7郡中5郡）やクンドゥーズ州（7郡中5郡）、ヘルマンド州（14郡中9郡）はほぼターリバーンに支配されていた。アメリカ合衆国のドナルド・トランプ大統領は状況の悪化を防ぐために増派を決定した。
2018年2月、アメリカ空軍のB52がイスラム国を攻撃した。3月、アメリカ軍やアフガニスタン軍の特殊部隊がイスラム国の指導者を殺害した。4月、ダルザーブ郡で指導者のカリ・ヒクマツーウラー（Qari Hikmatullah）が空爆により殺害された。6月、ダルザーブ郡でイスラム国とターリバーンの戦いが起きた。州内で活動していたイスラム国の部隊は大打撃を受けて、8月に政府に投降した。部隊は約250人でフランス人の他にインドネシア人やウズベクスタン人やタジキスタン人、パキスタン人なども加わっており、女性や子供の戦闘員も居た。一方、イスラム国は戦闘員にアフガニスタンへの入国を呼び掛けており、アフガニスタン北部に潜伏中の戦闘員は5000人に達するという説がある。9月、ターリバーンはハムヤーブ郡を占領した。
2019年6月、イスラム国はファーリヤーブ州から隣接するクーシュ・テパ郡に兵隊を送ると発表した。7月、ターリバーンはクーシュ・テパ郡を占領した。8月、ハムヤーブ郡とクーシュ・テパ郡は未だにターリバーンの支配下にあった。州内には大小合わせて123団体、合計1500人のターリバーンがおり、影の副知事に率いられていると言われている。

### 第四回大統領選挙後
2021年2月のPajhwok Afghan Newsの電話調査によると、ターリバーンはZarab地区を完全に支配している言う。8月4日、ラシッド・ドスタムがトルコから帰国した。8月5日、ターリバーンはジョウズジャーン州やタハール州、ヘラート州、ヘルマンド州、カンダハール州に兵を集めており、いずれかの州の陥落を狙っているとドスタムは述べた。8月6日、ターリバーンは州都のシュベルガーンを攻撃し、州知事公邸を占領したが、アフガニスタン軍は空爆や民兵の支援を受けてすぐに奪い返した。しかし8月7日朝、ターリバーンは再び州知事公邸や刑務所などを占領した。同日、ラシッド・ドスタムの息子のヤール・モハマド・ドスタム（Yar Mohammad Dostum） が率いるアフガニスタン国民イスラム運動（Junbesh党）の民兵隊に新たに150人の増援が到着した。しかし同日午後、治安軍は州都から17キロメートル離れたワージャ・デューコー郡の地方空港に撤退したようである。ワージャ・デューコーはドスタムの出身地だと言う。8月7日夜、アメリカ軍のB52がシュベルガーン市を空爆した。

## 政治

### 政治勢力
アフガニスタン国民イスラム運動（Junbesh党）の抗議活動によって、ジュマ・カーン・ハムダード知事 やモハマド・アリーム・サイー知事 などが交代させられている。
ヤール・モハマド・ドスタムはラシッド・ドスタムの２人の息子の１人で2014年にトルコ軍事大学で教育を受けた後、アフガニスタン陸軍に入隊してファーリヤーブ州で戦い、2017年にシェベルガーン駐屯軍の隊長に任命されたと言う。しかしシェベルガーン駐屯軍はラシッド・ドスタムの特別警護隊と治安維持部隊を統合したものであり、国防省や内務省は全く感知していないと言う。

### 行政区分

ジョウズジャーン州の郡

ジョウズジャーン州は11の郡に分かれている。1市10郡を擁する。
1. Aqchah（アークチャ郡[3]）
2. Darzab（ダルザーブ郡[3]）
3. Faizabad（ファイザーバード郡[3]）
4. Khamyab（ハムヤーブ郡[3]）
5. Khanaqa（ハーナカー郡[3]）
6. Khwaja Dukoh（ワージャ・デューコー郡[3]）
7. Mardyan（マルディーアン郡[3]）
8. Mingajik（ミンガジク郡[3]）
9. Qarqin（カルキーン郡[3]）
10. Qush Tepa（クーシュ・テパ郡[3]）
11. Sheberghan - 州都シェベルガーン[3]

### 主要都市
人口が最も多いのは州都のあるシェベルガーン郡（約16万人）で、東部のアークチャ郡（約7万人）や最南端のダルザーブ郡（約5万人）にも多くの住民が居る。

## 産業
天然ガスと大麦、小麦を産出する。

### 農業
| 種類             | 生産量       | 順位 |
| ---------------- | ------------ | ---- |
| 小麦             | 32万5000トン | 5位  |
| 大麦             | 3万6000トン  | 4位  |
| とうもろこし     | 1万4080トン  | 7位  |
| 綿花             | 2201トン     | 6位  |
| グレープフルーツ | 332トン      | 12位 |
| アーモンド       | 170トン      | 12位 |
| りんご           | 15トン       | 29位 |

ジョウズジャーン州の小麦（34州中5位）や大麦（34州中4位）の生産は全国的に見ても盛んで、綿花（34州中6位）がかなり生産されている。グレープフルーツ（34州中12位）の生産は平均的だが、リンゴ（34州中29位）はほとんど生産されていない。またバルフ州と比べてトウモロコシ（34州中7位）を2倍以上産出するが、米や桃、ザクロは生産されていない。

### 鉱業
州都シェベルガーンはトルクメニスタンの地底から数百キロメートル続く広大なアムダリヤ堆積盆地（Armu Darya Basin）の南端にあり、天然ガスや石油を産出する。本格的な天然ガスの採掘は1950年代に始まり、ソビエト連邦の協力でヤテームタク（Yateemtaq）、ゲルクダク（Gerquduq）、ホジャ・ゴジャダク（Khoja Gogerdak）の三大ガス田をはじめ、ジュマ（Juma）やバシクード（Bashikurd）、Khoja Bolan、Jangle-e-Kolan、Checkchi、シャカラク（Shakarak）など多くのガス田が発見された。生産した天然ガスはソビエト連邦への輸出やマザーリシャリーフの発電所（Northern Fertilizer and Power Plant）や織物工場で使用されていた。しかし1989年にソビエト軍が撤退すると生産は急激に落ち込み、内戦の間はほとんど生産されて居なかった。本格的な生産を再開したのは20年以上経過した2011年で、アフガン・ガス・エンタープライズ（Afghan Gas Enterprise）が一日45万立方メートルの天然ガスを生産し、州内やマザーリシャリーフに供給している。
現在、老朽化した設備の交換や増設、天然ガスの増産や新規開発計画が進行中である。例えば天然ガス不足で発電能力を生かしきれて居ないマザーリシャリーフのNFPP発電所や都市ガスのためにヤテームタクとジャークダク（Jarqduq）ガス田の生産量を100万立方メートル/日に倍増させ、老朽化したパイプラインの交換と増設も行う計画や 自動車用の圧縮天然ガス（CNG）の生産、ジュマやバシクード・ガス田の新規開発計画などが進んでいる。

## 住民

### 民族
アフガニスタン北部の平原はトルコから新疆ウィグル自治区まで続くトルキスタンの一部であり、特にジョウズジャーン州ではウズベク人（約4割）やトルクメン人の人口が多い。その他にはタジク人とパシュトゥーン人、アラブ人が続く。

### 言語
ジョウズジャーン州の言語はウズベク語（40%）とトルクメン語（29％）が7割を占め、パシュトゥー語（17％）とダリー語（12％）が続く。識字率は31％である。

### 遺跡
シェベルガーンの北方5キロメートルには、ティッラー・テペ遺跡がある。この遺跡は1970年代後半にサリアニディーとタルズィーが発見した遺跡で、数千点の金製装飾品が見つかり注目を浴びた。遺跡は長方形の基壇（縦36メートル、横28メートル、高さ6メートル）を中心に日干し煉瓦製の壁や円塔がある。基壇は紀元前11～9世紀頃に作られたもので、紀元前9～7世紀の土器や1世紀頃までの未盗掘の墓が6基見つかっている。墓からは埋葬者の衣服を飾る2万点の金属製装飾品をはじめローマ・インド・パルティアのコイン、ローマのガラス製品、インドの象牙、中国の銀製眼鏡などが見つかった。

### 主な出身者
- ラシッド・ドスタム - ウズベク人の政治家、ムジャーヒディーン。